# SV Chemie Linz
SV Chemie Linz is een Oostenrijkse voetbalclub uit Linz, de hoofdstad van Opper-Oostenrijk. 

## Geschiedenis
De club werd in 1920 opgericht als ASK Sparta Linz. Een jaar later sloot de club zich aan bij de voetbalbond van Opper-Oostenrijk en speelde daar in de hoogste klasse tot 1925. Hierna duurde het tot na de Tweede Wereldoorlog vooraleer de club opnieuw in de hoogste klasse van Opper-Oostenrijk kon spelen. Na een tweede plaats in 1949/50 plaatste de club zich voor de tweede klasse (Staatsliga B). De club vocht tegen degradatie en eindigde met evenveel punten als SK Amateure Steyr en Slovan Wien maar bleef door een beter doelsaldo. Het volgend seizoen werd de club laatste en degradeerde. In 1954 veranderde de club de naam in SV Stickstoff Linz.
In 1956 werd Stickstoff kampioen en speelde de eindronde om opnieuw te promoveren naar de tweede klasse. Stickstoff won thuis met 5-0 van SV Mattersburg en verloor daarna met 3-4 maar was wel zeker van promotie. Het volgende seizoen werd degradatie net vermeden maar dan ging het beter met de club die derde werd in 1957/58. Ook het volgende seizoen werd de derde plaats bereikt en kon de club niet de eindronde spelen om te promoveren. Na dit seizoen werden de Regionalliga's ingevoerd en belandde Stickstoff in de Regionalliga Mitte waar het kampioen werd met acht punten voorsprong op Kapfenberger SV. In de ÖFB Cup zorgde de club ook voor furore en bereikte de kwartfinale tegen stadsrivaal Linzer ASK, aan de rust was het nog 2-4 voor LASK maar Stickstoff boog de wedstrijd helemaal om en won met 5-4. In de halve finale kwam de club al snel 2-0 voor tegen het grote Rapid Wien maar verloor uiteindelijk met 3-4.  
In het eerste seizoen in de hoogste klasse werd de club negende op veertien clubs en deed het in het volgende seizoen zelfs één plaatsje beter. In 1962/63 werd degradatie net vermeden en de club telde één puntje meer dan Austria Salzburg en SC Wacker Wien die beiden degradeerden. Het volgende seizoen vocht de club weer tegen degradatie, op de laatste speeldag verloor de club van 1. Schwechater SC, terwijl concurrent Kapfenberger een uitoverwinning behaalde bij 1. Wiener Neustädter SC waardoor het één puntje boven Stickstoff eindigde. Van de acht derby's met LASK kon Stickstoff er drie winnen. 
Stickstoff werd in de Regionalliga vicekampioen achter Austria Klagenfurt in het volgende seizoen. Dit was nog het beste resultaat van de club, de volgende jaren eindigde SVS in de middenmoot. In 1973 werd de club vierde.
Na dit seizoen kreeg de club financiële problemen en begon opnieuw onder de naam SV Chemie Linz in de 3. Klasse Mitte (laagste klasse). Chemie werd vijf keer op rij kampioen en werkte zich van de laagste klasse op naar de Landesliga (derde klasse). Daar bleef de club echter steken, vijf keer op rij werd de club vicekampioen en faalde om de stap naar het profvoetbal te maken. In 1986/87 werd dan eindelijk de titel bereikt maar nu moest de club nog een eindronde spelen en kon het daar niet waarmaken. Twee jaar later won de club opnieuw de titel maar bleef weer in de eindronde steken. Hierna stopte de club met het eerste elftal en concentreerde zich vooral op de jeugd. In 2003 werd besloten om opnieuw met een eerste elftal uit te pakken.

### SV Stickstoff in Europa
- Groep = groepsfase

| Seizoen | Competitie | Ronde | Land              | Club                 | Score |
| ------- | ---------- | ----- | ----------------- | -------------------- | ----- |
| 1961    | Mitropacup | Groep | Vlag van Tsjechië | Slovan Nitra         | 4-4   |
|         |            | Groep | Vlag van Tsjechië | Rode Ster Bratislava | 2-8   |
|         |            | Groep | Vlag van Italië   | AC Torino            | 3-5   |